# Crònica dels estats peninsulars
La Crònica aragonesa de 1305, també anomenada Crònica dels estats peninsulars o Crònica navarro-aragonesa, és una història general d'Espanya escrita en aragonès i centrada en aquest regne i els seus orígens llegendaris en els reis de Sobrarbe (que es posen davant dels de Navarra), la primera redacció de la qual va ser culminada el 1305, i la seva ampliació el 1328. Segons Ubieto Arteta (1981, pàg. 50—51) va ser escrita per un monjo del monestir de Montearagón.
Les seves fonts són, principalment, la Historia de rebus Hispaniae del Toledano a través de la seva versió aragonesa Estoria de los godos (1253) i les Cròniques de Sant Victorián, a més de la història oral. El seu autor assenyala que «així ho troben en alguns llocs cròniques, i especialment en les de Sant Vitorián de Ribagorça». Al seu torn va servir de font per a la versió ampliada de la Crònica de Sant Joan de la Penya.
La crònica sembla faltar del començament (que relataria la conquesta islàmica) i el seu final, que comprendria els últims reis d'Aragó. Tenen un tractament profús alguns episodis històrics rellevants en la història d'Aragó, com la batalla d'Alcoraz (per la qual es va guanyar Osca), les intervencions del Cid en aquest regne o les conquestes d'Alfons I el Batallador, de qui es destaca la seva expedició militar per Andalusia.

## Edicions
- Crònica dels Estats peninsulars: text del segle xiv, ed. Antonio Ubieto Arteta. University of Granada, 1955.